# Битка при Агуадорес
Битката при Агуадорес е сражение на брега на река Агуадорес близо до Сантяго де Куба на 1 юли 1898 г., в разгара на Испано-американската война. Американската атака е замислена като финт за привличане на испанските защитници далеч от близките им позиции при хълма Сан Хуан и Ел Кани, където са нанесени основните удари по-късно същия ден.
Лошата координация между колоната на Дъфийлд и Северноатлантическия флот води до неефективно бомбардиране на испанските позиции. По времето, когато американците пристигат, западният край на единствения мост е демонтиран и дефилето на реката е непроходимо. Седемстотин мъже от 33-ти Мичигански полк продължават атаката по суша, но се оказват неспособни да се приближат до испанските позиции. Испанският огън с пушки спира американското настъпление при пресичането на реката и Дъфийлд, понасяйки жертви от точен огън, отменя атаката и се оттегля към Сибони.

## Битката
Транспортът в гъсто залесената крайбрежна зона се оказа неадекватен и 33-ти Мичигански полк трябва да се придвижи с влака два пъти до 1,6 км от реката. Първи и втори батальон не могат да пътуват заедно.
Сутрешната атака започва с морски артилерийски обстрел от малка ескадра край брега. В 09:00 бронираният крайцер USS „New York“ открива огън, последван от два по-малки крайцера USS „Suwanee“ и „Gloucester“. Случаен изстрел от „Suwanee“ сваля знамето на върха на малката испанска крепост, но военноморския обстрел е с малък материален ефект; без начин огънят да бъде към укрепените къщи отгоре, не може да се поразят цели. Испанските артилерийски части се укрепват и изчакват.
Междувременно испанският огън с модерни пушки „Маузер“, подкрепени от насочена артилерия, затруднява приближаващата американска пехота, която спира на източния бряг над целта си на железопътния мост близо до батареите Моро. В прикритието на храсталаците над реката американските .45/70 Trapdoor Springfields издават позицията си всеки път, когато стрелят, за разлика от испанците, които се радват на бездимни барутни оръжия.
Бригаден генерал Дъфийлд поддържа ненастроен огън през по-голямата част от следобеда. Неспособен да напредне повече и без да знае дали са се изтеглили защитниците от височините на Сантяго, той нарежда на хората си да се оттеглят в 13:30 ч. и оттогава непрекъснато се движи или бие в гъстите храсти. Първите, които си тръгват в американската армия, са ранените с първия влак.